# Daniel Scriverius
Daniel Scriverius (Zwolle, 6 juni 1800 — Weerselo, 1 januari 1834) was een Nederlands bestuurder en notaris. Hij was tussen 1826 en 1834 de eerste burgemeester van Weerselo. Ook was hij als notaris werkzaam vanuit deze gemeente, onder andere in Oldenzaal.

## Leven, werk en familie
Scriverius werd in 1800 geboren als zoon van de oud-burgemeester van Zwolle Antonius Johannes Scriverius en Aleida Anna Catharina van Prehn. Nadat Scriverius in 1826 benoemd was tot burgemeester van Weerslo, moest de grens tussen zijn gemeente en de gemeente Lonneker nog definitief worden vastgesteld. Samen met zijn collega Greve van Lonneker en de rijkslandmeter werd de grens nagelopen en gemarkeerd. Daarbij werd uitgegaan van de grens tussen de vroegere marken Hasselo en Groot Driene.
De familie Scriverius, waaronder zijn grootvader, was tot in de negentiende eeuw bewoner van de buitenplaats "Zandhove" in Zwolle. Zijn broer Antonius Johannes was burgemeester van Steenwijkerwold en Steenwijk en - van 1847 tot 1862 - lid van de Provinciale Staten van Overijssel. Albertus van Naamen van Eemnes was de zoon van zijn zus Henriëtta Wilhelmina, die trouwde met de heer van beide Eemnessen.